# Marwa Khalil
Marwa Khalil (مروة خليل) est une actrice libanaise. Elle a joué dans des productions locales et étrangères tel que syrienne, marocaine, française et américaine. Elle est aussi productrice et scénariste.

## Théâtre
- 2002 : Les Trois Sœurs d'Anton Tchekov, mise en scène de Betty Taoutel - Théâtre Beryth-Liban
- 2002 : Al yamin, mise en scène de Joe Kodeih - Centre Culturel Français, Liban
- 2003 : Un animal étrange mise en scène de Michel Jabre - Théâtre Monot, Liban
- 2003 : Les Requins ou presque, mise en scène de Roger Assaf - Théâtre de Beyrouth, Liban
- 2003 : La Danse de mort d'August Strindberg,  mise en scène de Roger Assaf - Théâtre Beryth, Liban
- 2004 : Poème de Nadia Tueni, mise en scène de Roger Assaf - Festival Al-Bustane, Liban
- 2004 : Sous haute surveillance, mise en scène de Samer Kadoura - Théâtre Monot, Liban
- 2005 : Âge tendre et Gueule de bois, mise en scène de Guillaume Hinky  - Théâtre Monot, Liban
- 2009 : Vente O zone Chair, produite par Marwa Khalil[1] -  Complexe Culturel d’Anfa, Maroc
- 2012 : Who Killed Marilyn?, produite et écrite par Marwa Khalil et Raia Haidar[2] - Théâtre Monnot, Liban
- 2014 : Znoud el Sitt, produite et écrite par  Marwa Khail et Wafa’a Halawi[3] - Théâtre Monnot, Liban
- 2015 : Sur la route du paradis, de Marwa Khalil et Sandra Khawam, produite par Marwa Khalil[4] - Théâtre Monnot, Liban
- 2022 : Mafroukeh, produite et écrite par  Marwa Khail et Wafa’a Halawi[3] - Théâtre Monnot, Liban

## Filmographie

### Cinéma
- 2005 : A Perfect Day de Joana Hadjithomas et Khalil Joreige
- 2006 : Blackline: The Beirut Contract[5] de Christian Johnston
- 2007 : 24h Marrakech : 2e sketch : High de Narjiss Tahiri
- 2009 : Un balcon sur la mer de Nicole Garcia avec Jean du Jardin et Claudia Cardinale
- 2012 : Assfouri de Fouad Alawan
- 2014 : Yalla Aa'belkon (Single, Married, Divorced)[6] d'Élie Khalifé- Trophée meilleures actrices – Festival du film libanais
- 2016: Yalla Aa'belkon chabeb  ( Single, Married, Divorce.d) Produit et écrit par Nibal Arakji réalisé par Shady Hanna- Trophée meilleures actrices – Festival du film libanais
- 2016: I am glad you are here réalisé par Noor Gharzeddine- USA-Liban
- 2017: Indigo réalisé par Selma Bargach, produit par Agora Films[7]- Maroc

### Courts métrages
- 2003 : Trophée de la meilleure interprétation féminine - (Promotion Atom Egoyan IESAV)
- 2011 : A Day in 1959 de Nadim Tabet. Sélection au festival de Doha

### Télévision
- 2009 : Une heure en enfer, RTM Maroc
- 2011 : Polygame malgré lui, RTM Maroc
- 2012 : Shankaboot, série web - BBC World Service Emmy Award Liban
- 2013 : Valet Parking Futur TV Liban
- 2013 : Zaffe, MTV – Liban
- 2014 : A.D the Bible Continues[8], NBC - USA
- 2016 : Les Coulisses de la Medina, NTV-Liban
- 2017: Publicité  Nescafé cappuccino-Nestlé - Image de la marque pour le Moyen Orient